# Asura antemedialis
Asura antemedialis là một loài bướm đêm thuộc phân họ Arctiinae, họ Erebidae.